# Ernst Jordi

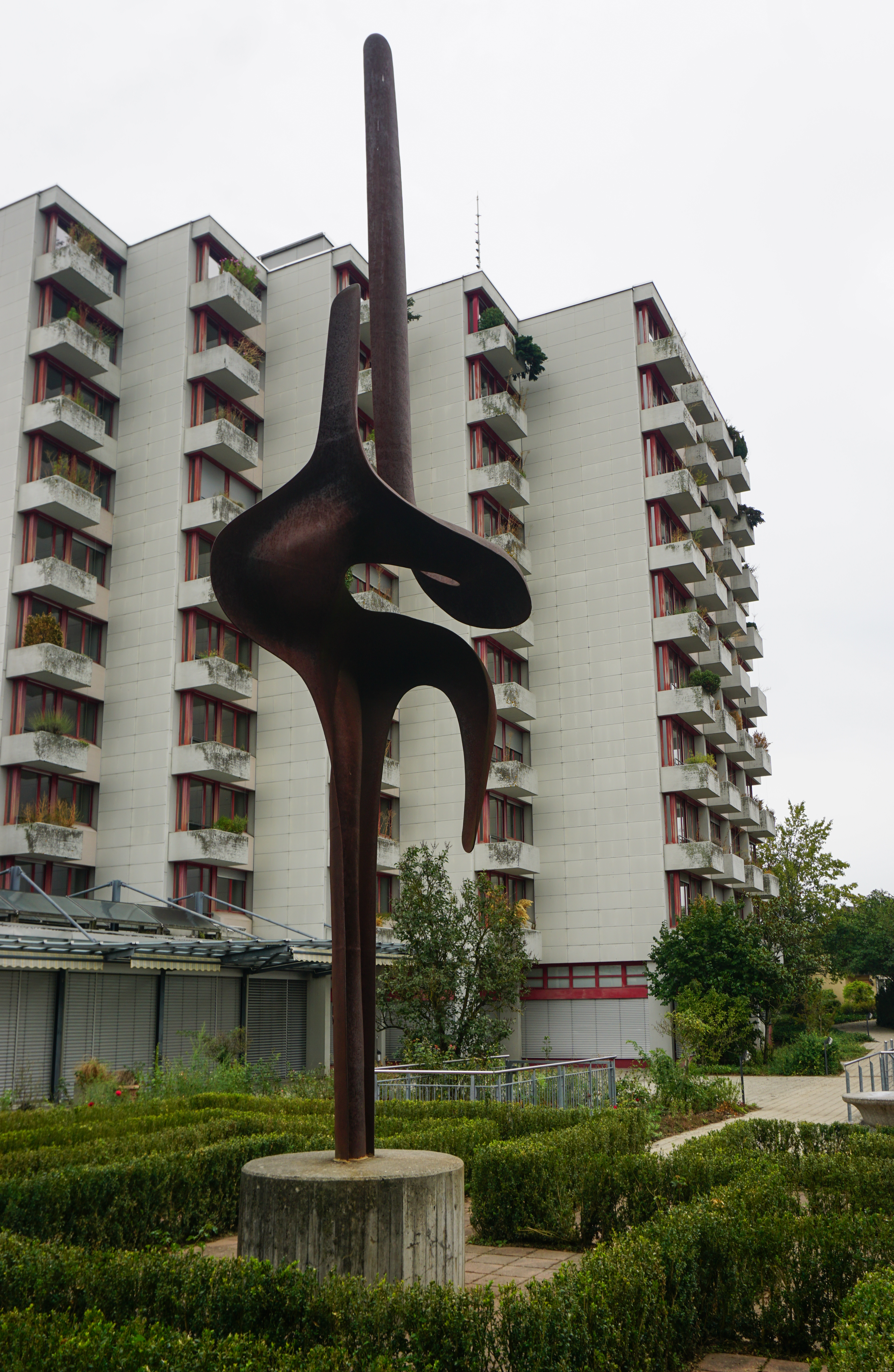
Der Lebenslauf beim ehemaligen Betagtenheim Zollikofen steht jetzt am Ortseingang Ecke Aarestrasse / Bernstrasse

Ernst Jordi (* 7. Oktober 1945 in Zollikofen, Heimatort Huttwil) ist ein Schweizer Eisenplastiker und Objektkünstler.

## Leben
Ernst Jordi absolvierte nach der Grundschule zunächst eine Ausbildung als Mechaniker und arbeitete in einem Gewerbebetrieb. Er besuchte 1968 bis 1969 die Kunstgewerbeschule in Bern und ging im folgenden Jahr auf eine zweijährige Weltreise. Neben seiner hauptberuflichen Tätigkeit entstanden erste Objekte aus geschmiedetem Eisen. Einen ersten öffentlichen Auftrag erhielt Jordi 1976 zur Eröffnung des Betagtenheims Zollikofen. Die hohe Skulptur Der Lebenslauf entstand nach seiner eigenen Aussage: nach fast 2000 schweren Arbeitsstunden mit Hammer, Amboss, Schweissgerät und Schweissbrenner. Sie stellt: einen Lebensweg (Lebenslauf) dar, mit einer dominierenden Aufwärtsbewegung (Optimismus), verbunden mit einem harmonischen Gleichgewicht und mit einem Schwerpunkt in der Mitte. Es folgten zahlreiche Aufträge für öffentliche Bauten und Firmengebäude. Bei vielen Einzel- und Gruppenausstellungen wurden die Werke Jordis ausgestellt. Ernst Jordi arbeitet in seinem Atelier an der Landgarbenstrasse in Zollikofen.

## Ausstellungen (Auswahl)
- 1973: Plastikausstellung im Rahmen der Int. Triennale für Druckgrafik, Grenchen
- 1974: Einzelausstellung, Galerie E.+ F. Schneider, Le Landeron
- 1981: Einzelausstellung, Galerie Schindler, Bern
- 1982: ART 13, Basel
- 1984: Künstlerschmuck, Galerie Lenzburg
- 1984: Einzelausstellung, Kulturforum Zollikofen
- 1989: Künstlerwerkplatz Industrie, Kunstmuseum Solothurn
- 1992: Einzelausstellung, Galerie H, Bern
- 2000: Kunst im Turm, Käfigturm Bern

## Werke (Auswahl)
- 1976: Lebenslauf, Betagtenheim Zollikofen
- 1979: Relief, UBS-Filiale Zollikofen
- 1980: Eisenplastik, Schulhaus Bethlehemacker, Bern
- 1984: Magnetrad-Wasserspiel, Gemeinschaftsarbeit mit der Schule Manuel, Bern (abgerissen 2019/2020)
- 1986: Windmobil, Berner Versicherung, Häberlimatte, Zollikofen
- 1995: Auge mit Spektrum, Zollikofen
- 1997: Kunst am Bau d's Blofi, Schulanlage Bernstrasse, Ostermundigen
- 2002: Skulptur, Hochschule für die Holzwirtschaft, Biel

### Kunst im sakralen Umfeld
- 1983: Relief-Kreuz, Friedhof, Zollikofen
- 1991: Taufkapelle, St. Antonius, Bern-Bümpliz
- 1996: Installation zum Hl. Franz von Assisi, St. Franziskus, Zollikofen